# Classiques africains
Classiques africains („Afrikanische Klassiker“) ist eine französische Buchreihe, teilweise zweisprachig. Sie erscheint seit 1963 in Paris bei Julliard und bei Colin (ZDB-ID: 4196259). Es sind bereits über 30 Bände erschienen. Die Reihe wurde gegründet von Éric de Dampierre, Michel Leiris, Claude Tardits und Joseph Tubiana und von der Association des classiques africains und dem Institut d’ethnologie der Université de Paris unter dem Vorsitz von André Martinet veröffentlicht. Michel Leiris war Kodirektor der Reihe.

## Übersicht
1. LACROIX Pierre-Francis: Poésie peule de l’Adamawa (2 volumes)
2. JOLLY Eric: Le pouvoir en miettes
3. DUMESTRE Gérard: La geste de Ségou
4. SEYDOU Christiane: La geste de Ham-Bodêdio ou Hama le Rouge
5. GOODY Jack et GANDAH S.W.D.K (Dir.): Une récitation du Bagré
6. DERIVE Jean et DUMESTRE Gérard (Dir.): Des hommes et des bêtes
7. GALLET Micheline et SINACEUR Zahia Fraque (Dir.): Dyab, Jha, La'âba... Le triomphe de la ruse
8. GALLEY Micheline et AYOUB A.: Histoire des Beni Hilal et de ce qui leur advint dans leur marche vers l’Ouest
9. SMITH Pierre: Le récit populaire au Rwanda
10. SOW Alphâ Ibrâhîm: La femme, la vache, la foi
11. FORTIER Joseph: Dragon et sorcières. Contes et moralités du pays Mbaï-Moïssala
12. FORTIER Joseph: Le mythe et les contes de Sou
13. Ajono Ala Les Trois Oyono. Un mvet boulou (Cameroun), de Asomo Ngono ELA
14. RODEGEM F.M.: Anthologie rundi
15. DE WOLF Paul et Paule: Un mvet de Zwè Nguéma
16. BUCKNER Margaret: Poètes nzakara Tome II
17. DEGORCE Alice (Edités par): Chants funéraires des Mossi (Burkina Faso)
18. PLATIEL Suzanne: La fille volage et autres contes du pays san
19. MUFUTA Patrice: Le chant kasàlà des Luba
20. SEYDOU Christiane: Silâmaka et Poullôri
21. DAMPIERRE Eric de: Satires de Lamadani
22. PRISO Manga Bekombo: Défis et prodiges. La fantastique histoire de Djèki-la-Njambé
23. BIEBUYCK Daniel et MATEENE Kahombo (Dir.): Mwendo. Une épopée nyanga
24. SEYDOU Christiane: Bergers des mots
25. DERIVE Jean: Chanter l’amour en pays dioula (Côte d’Ivoire)
26. KAGAME Alexis: Indyohesha-Birayi. Le Relève-goût des pommes de terre
27. GALLEY Micheline: Badr az-zîn et six contes algériens
28. DE BAMPIERRE Eric: Poètes nzakara
29. BA Ahmadou-Hampaté et KESTELOOT Lilyan (Dir.): Kaïdara
30. Collectif: Voix d’Afrique tome I (Anthologie de poésie)
31. DUMESTRE Gérard et KESTELOOT Lylian: La prise de Dionkoloni
32. BA Amadou-Hampâté: L’éclat de la grande étoile, suivi du Bain rituel
33. MOMBETA Tierno Mouhammadou-Samba et SOW Alpha Ibrahim (Dir.): Le filon du bonheur éternel[2]